# Axel Hiller
Axel Hiller (* 1989 in Salzburg) ist ein österreichischer Musikwissenschaftler und Kulturmanager. Er ist seit Mai 2025 Leiter des Bereichs „Konzert und Medien“ („Konzertchef“) der Salzburger Festspiele.

## Leben
Axel Hiller zog im Kindesalter nach Wien. Er absolvierte ein Studium der Betriebswirtschaftslehre und sammelte erste berufliche Erfahrungen beim Grafenegg Festival, beim Österreichischen Kulturforum in Washington, D.C. und beim Gustav Mahler Jugendorchester. Von 2016 bis 2020 war Hiller als Mitarbeiter im Konzertbüro der Salzburger Festspiele tätig.
Von 2020 bis 2025 war er für die künstlerische Planung des Konzertprogramms und die Leitung des Betriebsbüros der Wiener Symphoniker verantwortlich. Im Mai 2025 trat er als Leiter des Bereichs „Konzert und Medien“ der Salzburger Festspiele die Nachfolge von Florian Wiegand an, der als Intendant zu den Münchner Philharmonikern wechselte.
Hiller ist bei den Salzburger Festspielen im Austausch und Einvernehmen mit dem Intendanten Markus Hinterhäuser für die Planung der Orchesterkonzerte zuständig. Er übernimmt die Vorbereitung und Betreuung sämtlicher Konzertproduktionen der Salzburger Pfingstfestspiele und der Salzburger Sommerfestspiele. In seinen Zuständigkeitsbereich fällt auch die Planung und Durchführung des Herbert von Karajan Young Conductors Award (YCA), der alle zwei Jahre ausgetragen wird. Als Leiter des Bereichs „Medien“ ist Axel Hiller auch für die Abnahme aller Gesamtaufzeichnungen und Gesamtübertragungen in Fernsehen und Radio mit Unitel Media, dem exklusiven Medienpartner der Salzburger Festspiele, verantwortlich.